# Mycale burtoni
Mycale burtoni är en svampdjursart som beskrevs av L. Hajdu 1995. Mycale burtoni ingår i släktet Mycale och familjen Mycalidae. Inga underarter finns listade i Catalogue of Life.